# Белловаки
Белловаки (Bellovaci) — плем'я белгів, що жило між Соммою, Сеною і Уазою. Їх головні поселення Братуспантиум (Bratuspantium) і Цезаромагус (сучасний Бове).
Белловаки боролися з римлянами до 52 року до нашої ери, також і після відходу Цезаря з Галлії. Тільки у 46 році до нашої ери Бруту вдалося здолати їхній опір. 
Белловаки мали славу войовничого племені. Коли на вимогу Верцингеторикса формувалося загальногальське ополчення і кожна громада виставляла певний контингент воїнів, белловаки відмовилися від цього, заявивши, що вони не бажають підкорятися нічиїй владі, але будуть вести війну з римлянами самостійно. І дійсно, з усіх галльських громад, які ще не брали прямої участі у повстанні, белловаки виявилися найнебезпечнішим супротивником.